# باب القشبة (كعيدنة)

تعديل مصدري - تعديل

باب القشبة هي إحدى قرى عزلة السكابة والحماريين بمديرية كعيدنة التابعة لمحافظة حجة، بلغ تعداد سكانها 20 نسمة حسب تعداد اليمن لعام 2004.